# 街角のメルヘン
『Radio City Fantasy 街角のメルヘン』（ラジオ・シティ・ファンタジー まちかどのメルヘン）は、ファイブエースから1984年7月21日に発売されたOVAである。54分。9,800円。

## 概要
OVA黎明期に登場した、大都会を舞台にしたリアル・メルヘンアニメ。世界初のOVAシリーズ『ダロス』に続き、世界で3本目に発売された。商業的には成功せず、VHS/Beta/LDで発売されたが、DVD/BD化はされていない。知名度は低いが首藤剛志が18歳の時に初めて書いた脚本が映像化されたものであり、自らの原点としている。

## あらすじ
ある年の春。新宿駅西口の地下道で、浩青年は若い娘・裕子に出会う。ぶつかった際に、地下道の闇を舞う裕子のポスター。やがて心を通わした二人は、浩の持つ一冊のノート「街角のメルヘン」の導きで、現実とはまた違う春の世界に入っていく。イメージの中で複葉機に乗り、妖精の国へ向かう二人。そして現実の季節は、夏から秋へと移っていくが…。
箱庭のような新宿副都心の空間、新宿中央公園を中心に綴られた、敢えてドラマ的な起伏を排したアニメ。だが浩と裕子の恋、別離、そして……を語るストーリーの流れがあり、同時に都会の中の四季を淡くも鮮やかな色調で描き切っている。若者二人の心情を表現するため、都会の街並の数々を心理描写のための装置に変えてしまった美術監督・小林七郎の仕事が印象的。

## スタッフ
- 原案・脚本 - 首藤剛志
- 企画・プロデュース - 宮田智行
- 総監督 - 西久保瑞穂
- キャラクターデザイン - 天野嘉孝、遊佐和重、桜井利行
- 作画監督 - 田中平八郎
- 美術監督 - 小林七郎
- 音楽 - ヴァージンVS
- 音響監督 - 松浦典良
- 製作 - キティ・フィルム
- 声優 - 永瀬正敏、藤田紗江子